# Clorotiazide
La  clorotiazide è una molecola dotata di attività diuretica, appartenente alla classe dei diuretici tiazidici.

## Farmacologia

### Indicazione d'uso
Indicato come terapia aggiuntiva nell'edema associato a insufficienza cardiaca congestizia, cirrosi epatica e terapia con corticosteroidi ed estrogeni. È inoltre indicato nella gestione dell'ipertensione sia come unico agente terapeutico che per potenziare l'efficacia di altri farmaci antipertensivi nelle forme più severe di ipertensione.

### Farmacodinamica
Come altri tiazidici, il clorotiazide favorisce la perdita di acqua dal corpo (diuretici). Inibisce il riassorbimento di Na+/Cl- dai tubuli convoluti distali nei reni. I tiazidici causano anche la perdita di potassio e un aumento dell'acido urico nel siero. I tiazidici sono spesso utilizzati nel trattamento dell'ipertensione, ma i loro effetti ipotensivi non sono necessariamente dovuti alla loro attività diuretica. È stato dimostrato che i tiazidici prevengono la morbilità e la mortalità correlate all'ipertensione, anche se il meccanismo non è completamente compreso. I tiazidici provocano vasodilatazione mediante l'attivazione dei canali del potassio attivati dal calcio (a grande conducibilità) nei muscoli lisci vascolari e l'inibizione di varie anidrasi carboniche nei tessuti vascolari. Il clorotiazide agisce sul meccanismo di riassorbimento degli elettroliti nei tubuli renali distali. Alle dosi terapeutiche massime, tutti i tiazidici hanno un'efficacia diuretica approssimativamente uguale. Il clorotiazide aumenta l'escrezione di sodio e cloruro in quantità approssimativamente equivalenti. La natriuresi può essere accompagnata da una certa perdita di potassio e bicarbonato. Dopo somministrazione orale, il 10-15% della dose viene escreto inalterato nelle urine. Il clorotiazide attraversa la placenta ma non la barriera emato-encefalica ed è escreto nel latte materno.

### Meccanismo d'azione
Come diuretico, il clorotiazide inibisce il riassorbimento attivo del cloruro nel tubulo distale precoce mediante il cotrasportatore Na-Cl, risultando in un aumento dell'escrezione di sodio, cloruro e acqua. I tiazidici come il clorotiazide inibiscono anche il trasporto degli ioni di sodio attraverso l'epitelio tubulare renale legandosi al trasportatore sodio-cloruro sensibile ai tiazidici. Ciò comporta un aumento dell'escrezione di potassio attraverso il meccanismo di scambio sodio-potassio. Il meccanismo antipertensivo del clorotiazide è meno compreso, sebbene possa essere mediato dalla sua azione sulle anidrasi carboniche nel muscolo liscio o dalla sua azione sul canale del potassio attivato dal calcio a grande conducibilità (KCa), presente anche nel muscolo liscio.

### Assorbimento
Il farmaco viene rapidamente assorbito dopo somministrazione orale.

#### Volume di distribuzione
I dati riguardanti il volume di distribuzione non sono attualmente disponibili.

#### Legame proteico
Circa il 40% legato alle proteine plasmatiche.

### Metabolismo
Il clorotiazide non viene metabolizzato tramite via epatica ma viene eliminato rapidamente dal rene.

### Via di eliminazione
Il clorotiazide non viene metabolizzato ma viene eliminato rapidamente dal rene. Dopo somministrazione orale, il 10-15% della dose viene escreto inalterato nelle urine. Il clorotiazide attraversa la placenta ma non la barriera emato-encefalica ed è escreto nel latte materno.

#### Emivita
Il farmaco dimostra un'emivita di 45-120 minuti.

#### Clearance
I dati riguardanti valori di clearance non sono attualmente disponibili.

### Tossicità
La dose letale LD50 per via orale nei ratti è >10 g/kg. I segni di sovradosaggio includono quelli causati da una deplezione elettrolitica (ipokaliemia, ipocloremia, iponatriemia) e disidratazione a seguito di una diuresi eccessiva. Se è stato somministrato anche digitalis, l'ipokaliemia può accentuare le aritmie cardiache.

## Caratteristiche fisico-chimiche
È a cristalli, si decompone a 342 °C e quindi è molto stabile mentre è poco solubile in acqua (400 mg sono solubili in 1 l di acqua) e solubile in soluzioni alcaline nelle quali si decompone; è solubile in NaOH.